# URBIO
URBIO (pour Urban biodiversity and design, biodiversité urbaine et design) est un réseau scientifique mondial, ouvert, consacré à la biodiversité urbaine. Il a été créé à la suite de Curitiba (Brésil, mars 2007) lors d'une réunion internationale sur le thème « villes et biodiversité ».
Il s'inscrit historiquement dans le sillage des travaux de la Convention mondiale sur la biodiversité et des Objectifs du millénaire pour le développement, en appui aux élus et techniciens concernés par l'environnement et le développement durable, ou l'observation de la biodiversité. Il collabore avec l'ICLEI et le réseau LAB.
URBIO 2008 visait à accompagner et décliner sur le terrain la Déclaration de Curitiba et le travail et les conclusions de la 1re Conférence internationale sur les villes et la biodiversité qui s'est tenue à Erfurt (Allemagne), juste avant la COP9 2008 de la Convention sur la biodiversité (Cette réunion s'est conclue par la Déclaration d'Erfurt qui reconnaît l'importance de la spécificité de la biodiversité urbaine).
Urbio travaille aussi avec les villes-test à l'amélioration de l'Index de biodiversité urbaine
Urbio a été proposé comme exemple de bonne pratique pour les communes par le secrétaire exécutif de la Convention sur la diversité biologique (CDB) lors de son discours introductif pour la Conférence mondiale sur la biodiversité, de Nagoya (2010)

## Objectif
URBIO a été créé pour contribuer à la réalisation de l'Objectif de 2010, Année internationale de la biodiversité en mettant en œuvre de la Convention sur la diversité biologique dans les zones urbaines. 

## Enjeux, et motifs
En 2010, plus de 50 % des  terriens sont maintenant urbains. Ils seront environ 70 % le seront en 2050 selon les prospectivistes. 
Alors que les villes s'étendent (urbanisation, périurbanisation), la biodiversité des milieux ruraux s'est fortement dégradée, à cause de la fragmentation des milieux, de leur artificialisation, eutrophisation et de l’usage des pesticides.
La biodiversité urbaine existe, peut être renforcée (par des trames vertes urbaines notamment) devient donc un enjeu majeur en matière de conservation de la nature.
Par ailleurs, des processus de certitification environnementale intéressent les villes (ex : FSC ou label EVE (en France) pour des espaces boisés ou espaces verts urbains, EMAS ou ISO 14 000 de plus en plus sollicités ou utilisés par des villes ou leurs services ou prestataires responsables d'environnement). Ces procédures et outils nécessitent des critères et indicateurs clairs, crédibles et partagés pour la biodiversité. Ces critères n'existent pas encore. Urbio se propose de contribue à les développer, tester et évaluer.
Il y a consensus pour qu'un indicateur concerne les services écosystémiques, ce qui pose des questions méthodologiques. 
Une autre question est : Faut-il et comment, prendre en compte, et avec quelle méthode standardisée les impacts externesou différés de l'urbanisation sur la biodiversité, ou des notions telles que l'empreinte écologique, ce qui pose la question de la mesure du remboursement éventuel de la dette écologique, dans une approche de type étude d'impact/Mesures compensatoires

## Actions
En mai 2010, le thème de URBIO 2010 (18-22 mai 2010) était "la Biodiversité urbaine dans le réseau écologique". Environ 460 participants et 35 pays y ont participé.
Urbio, sur la base de méthodes d'évaluation environnementale (et économique) éprouvées ou en cours de développement propose et teste des indicateurs de biodiversité urbaine, en complément d’indicateurs de soutenabilité environnementale (Environmental Sustainability Index ou ESI) ou d’indices de performance environnementale (Environmental Performance Index ou EPI) qui existent déjà, pour les élus, techniciens, et la population, éventuellement collecté et suivi par un observatoire de la biodiversité. 
Des tests en vraie grandeur sont conduits par quelques très grandes capitales, ou villes denses dont Nruxelles Nagoya, ville de 326 km2 qui ne dispose actuellement que de 9 % de son territoire en espaces naturels ou semi-naturels (à comparer à 38 % à Critiba ou aux 21 % de Singapour).
URBIO s'est aussi inspiré du travail de partenaires japonais, dont de l'université de Kyoto et de la ville de Kyoto. URBIO a aussi profité d'indicateurs retenus au Japon pour l'évaluation de la biodiversité aux échelles locales, notamment urbaines en ville dense, dans le cadre des documents d'urbanisme et de planification de collectivités (de type Green Master Plan)  (643 municipalités japonaises disposent d'un "Green Master Plan", dont toutes les villes de plus de 400,000 hbts, en mars 2009. Fréquemment les zones urbaines ou périurbaines cultivées et les jardins individuels sont inclus dans le "vert" de ces plans)

### Index de biodiversité urbaine

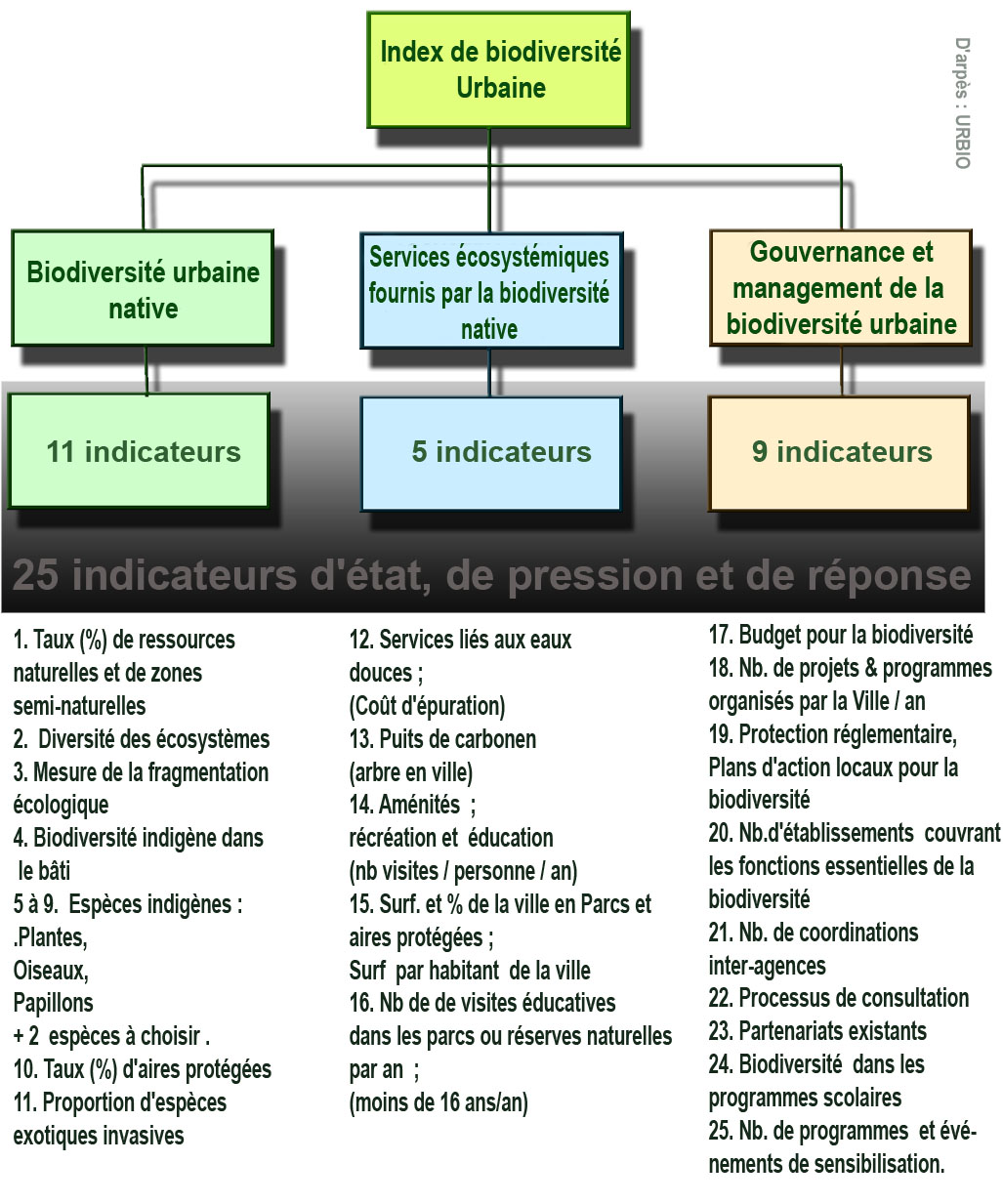

Un index (ou indicateur) de biodiversité urbaine (« City Biodiversity Index » ou CBI) a été formulé en février 2009, à Singapour, sur proposition de Singapour, Nagoya  Mr. Tsuyoshi Ito, mai 2010 ), et sous l'égide du  Secrétariat de la CDB lors d’un premier atelier, avec l’aide de 17 experts de 10 pays et un groupe d'étude technique: 
Cet index est conçu pour être à la fois un outil d'évaluation d’état et de résultats ou d'écopotentialités urbaines. Il est destiné à montrer – pour la biodiversité urbaine -  à la fois les changements ou tendance en matière d’état, de pression et de réponse, (ce qui correspond aux types d’indicateurs recommandés et utilisés par l’OCDE et l'Union européenne. 
Il doit aussi pouvoir être aussi une aide à la gestion restauratoire de la biodiversité urbaine sera présenté à Nagoya et plus largement aider les gouvernements nationaux et les autorités locales à  incorporer conservation de la biodiversité considérations dans le contexte urbain
Il se veut un outil :
- d'auto-évaluation ;
- facile à appliquer et utiliser ;
- scientifiquement crédible ;
- objectif et équitable.

#### Les indicateurs retenus pour l'Index
- indicateurs biodiversité urbaine native. 
1. Taux (%) de ressources naturelles et de zones semi-naturelles  
2.  Diversité des écosystèmes  
3. Mesure de la fragmentation écologique 
4. Biodiversité indigène dans le bâti 
5 à 9.  Espèces indigènes :.Plantes, Oiseaux, Papillons  + 2  espèces à choisir . 
10. Taux (%) d'aires protégées  
11. Proportion d'espèces exotiques invasives
- Services écosystémiques dépendants de la biodiversité 
12. Services liés aux eaux douces (Coût d'épuration) 
13. Puits de carbone (arbre en ville)
14. Aménités (récréation et  éducation ; nb visites / personne / an) 
15. Surf. et % de la ville en Parcs urbains et  aires protégées,  Surf  par habitant  de la ville 
16. Nb de visites éducatives  dans les parcs ou réserves naturelles par an  (moins de 16 ans/an)
- Gouvernance et management de la biodiversité urbaine 
17. Budget consacré à la biodiversité 
18. Nb. de projets & programmes organisés par la Ville / an  
19. Protection réglementaire, Plans d'action locaux pour la biodiversité 
20. Nb.d'établissements couvrant les fonctions essentielles de la biodiversité 
21. Nb. de coordinations inter-agences 
22. Processus de consultation  
23. Partenariats existants  
24. Biodiversité  dans les programmes scolaires 
25. Nb. de programmes  et événements de sensibilisation